# 마크 워터스
마크 워터스(Mark Waters, 1964년 6월 30일 ~ )은 미국의 영화 감독이다.

## 연출 작품

### 영화
- 헤드 오버 힐스 (2001)
- 프리키 프라이데이 (2003)
- 퀸카로 살아남는 법 (2004)
- 저스트 라이크 헤븐 (2005)
- 스파이더위크가의 비밀 (2008)
- 고스트 오브 걸프렌즈 패스트 (2009) - 제작 겸임
- 파퍼씨네 펭귄들 (2011) - 제작 겸임
- 뱀파이어 아카데미 (2014)
- 나쁜 산타 2 (2016) - 제작 겸임
- 히즈 올 댓 (2021)